# تريشيا بروك (كاتبة)
تريشيا بروك (بالإنجليزية: Tricia Brock)‏ هي كاتبة سيناريو ومخرجة أمريكية، ولدت في 1950 في الولايات المتحدة.

## وصلات خارجية
- تريشيا بروك على موقع IMDb (الإنجليزية)
- تريشيا بروك على موقع ألو سيني (الفرنسية)
- تريشيا بروك على موقع أول موفي (الإنجليزية)
- تريشيا بروك على موقع قاعدة بيانات الفيلم (الإنجليزية)
- تريشيا بروك على موقع كينوبويسك (الروسية)